# Laurent d'Houry
Laurent d’Houry est un libraire-imprimeur français du XVIIIe siècle.

## Biographie
Fils de Jean d’Houry, libraire-imprimeur décédé en 1678, il est nommé libraire en succession de son père le 10 octobre 1678 et imprimeur le 15 novembre 1712. Il devient adjoint de la charge de l’ordre des imprimeurs de Paris en 1716. Il est décédé en novembre 1725.

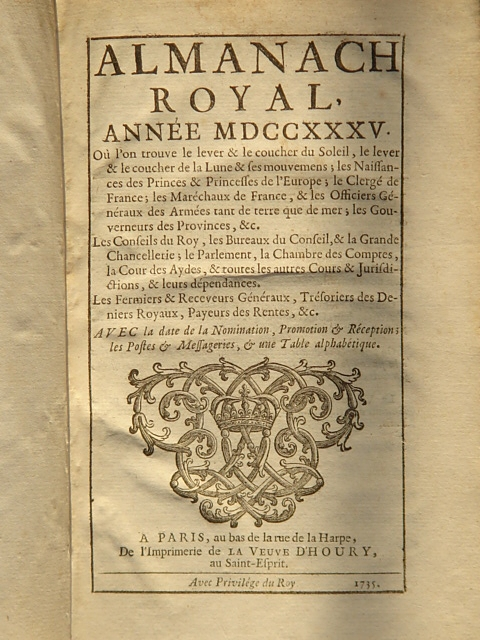
Frontispice de l’Almanach royal, 1735.

Il imagina en 1683 un Almanac ou Calendrier, qui présenté au roi Louis XIV en 1699 prit le nom d’Almanach royal. L’Almanach royal a été publié sous divers titres jusqu'en 1919 et est resté dans la famille d’Houry jusqu'en 1814. 
En décembre 1708, Laurent d’Houry est poursuivi pour avoir établi une imprimerie dans sa maison et contraint de vendre son matériel deux mois plus tard. Puis, en février 1716, il est emprisonné à la Bastille sur plainte du comte de Stairs, ambassadeur de la Grande-Bretagne à Paris, « pour avoir manqué de respect, dans son almanach, au roi Georges, en ne le nommant pas comme roi d’Angleterre, ou plutôt de la Grande-Bretagne », et à mentionner comme roi le fils de Jacques II Stuart, exilé à Saint-Germain.
Outre l’Almanach royal qui fit la fortune de sa descendance, la librairie-imprimerie de Laurent d’Houry a publié de nombreux ouvrages médicaux.
À son décès, sa veuve lui succède à l’imprimerie et son fils, Charles-Maurice, à la librairie. Ce dernier deviendra imprimeur du Duc d'Orléans, charge qu’il transmettra à son fils Laurent-Charles d’Houry.
Un de ses petits-fils, André Le Breton est à l’origine de l’Encyclopédie ou Dictionnaire raisonné des sciences, des arts et des métiers de Diderot et D’Alembert.